# Marco Insam
Marco Insam (* 5. Juni 1989 in Wolkenstein in Gröden) ist ein italienischer Eishockeyspieler, der seit 2022 bei Ritten Sport aus der Alps Hockey League unter Vertrag steht. Sein Vater Adolf Insam war ebenfalls Eishockeyspieler.

## Karriere
Marco Insam spielte bis 2006 in der Jugendabteilung des HC Milano Vipers, bevor er zur folgenden Saison nach Kanada ging und für die Notre Dame Hounds in der SMHL, einer unterklassigen Juniorenliga, aufs Eis ging. Noch in der Spielzeit 2006/07 gab Insam sein Debüt in der Serie A1 für den HC Milano Vipers, bevor er sich in der folgenden Saison als Stammkraft etablierte und in 41 Spielen 25 Scorerpunkte erzielte. Während dieser Zeit wurde der Rechtsschütze beim CHL Import Draft 2007 in der zweiten Runde an Position 71 von den Regina Pats aus der Western Hockey League ausgewählt, blieb aber noch in Italien. In der Saison 2008/09 lief er erstmals in einer drei höchsten kanadischen Juniorenligen aufs Eis, nachdem er beim CHL Import Draft 2008 erneut – diesmal von Niagara IceDogs aus der Ontario Hockey League an Position 100 – gedraftet worden war, und absolvierte dabei eine solide Rookiesaison. Nach einer weiteren Saison bei den Niagara IceDogs in der OHL, in der Insam nicht an die Punktausbeute der vorhergehenden Spielzeit anknüpfte, kehrte der Angreifer im August 2010 in sein Heimatland zurück und unterschrieb einen Kontrakt beim HC Bozen.
In seiner Debütsaison für die Bozner avancierte er zum Stammspieler unter seinem Vater Adolf Insam und schaffte mit der Mannschaft den Einzug in die Playoff-Halbfinals, in denen das Team dem späteren Meister Asiago Hockey unterlag. In der Saison 2011/12 gewann er mit dem HC Bozen die erste italienische Meisterschaft seiner Laufbahn. Im selben Jahr gewann er mit dem Club auch die Supercoppa. 2013 wechselte er mit den Südtirolern in die Österreichische Eishockey-Liga, die die Mannschaft gleich im ersten Jahr als erste nicht-österreichische Mannschaft gewinnen konnte.
Nach Ende der Saison 2016/17 absolvierte Marco Insam ein Probetraining bei Ässät Pori und erhielt einen Monat später einen Einjahresvertrag beim Klub aus der höchsten finnischen Spielklasse, der Liiga.
Zur Saison 2018/19 wechselte er wieder zurück zum HC Bozen. 2022 zog er weiter zu Ritten Sport aus der Alps Hockey League. Mit Ritten gewann er 2024 die Alps Hockey League, die italienische Meisterschaft und die Supercoppa Italiana.

### International
Im Juniorenbereich spielte Insam für Italien bei den U18-Weltmeisterschaften 2006 in der Division II und 2007 in der Division I sowie bei den U20-Weltmeisterschaften 2007 und 2009 in der Division I und 2008, als er gemeinsam mit seinem Landsmann Anton Bernard Torschützenkönig des Turniers und gemeinsam mit dem Südkoreaner Kim Sang-wook drittbester Scorer hinter dem Japaner Teruyuki Tsuchiya und seinem Landsmann Ivan Demetz war, in der Division II.
Insam nahm mit der italienischen Nationalmannschaft an den Weltmeisterschaften der Top-Division 2008, 2012, 2014, 2017, 2019 und 2022 sowie der Division I 2011, 2013, 2015, 2016, 2018, 2023 und 2024 teil. Bei der Weltmeisterschaft 2011 trug der Stürmer mit zwei Toren in vier Spielen zum direkten Wiederaufstieg der Italiener in die Top-Division bei. Zudem vertrat er seine Farben bei den Qualifikationsturnieren für die Olympischen Winterspiele in Sotschi 2014 und in Pyeongchang 2018.

## Erfolge und Auszeichnungen
- 2012 Italienischer Meister und Gewinner der Supercoppa mit dem HC Bozen
- 2014 ÖEHL-Sieger mit dem HC Bozen
- 2024 Italienischer Meister, Gewinn der Alps Hockey League und der Supercoppa mit Ritten Sport

### International
- 2006 Aufstieg in die Division I bei der U18-Junioren-Weltmeisterschaft der Division II, Gruppe A
- 2008 Aufstieg in die Division I bei der U20-Junioren-Weltmeisterschaft der Division II, Gruppe A
- 2008 Bester Torschütze der U20-Junioren-Weltmeisterschaft der Division II, Gruppe A
- 2011 Aufstieg in die Top-Division bei der Weltmeisterschaft der Division I, Gruppe A
- 2013 Aufstieg in die Top-Division bei der Weltmeisterschaft der Division I, Gruppe A
- 2016 Aufstieg in die Top-Division bei der Weltmeisterschaft der Division I, Gruppe A
- 2018 Aufstieg in die Top-Division bei der Weltmeisterschaft der Division I, Gruppe A

## Karrierestatistik

### International
(Legende zur Spielerstatistik: Sp oder GP = absolvierte Spiele; T oder G = erzielte Tore; V oder A = erzielte Assists; Pkt oder Pts = erzielte Scorerpunkte; SM oder PIM = erhaltene Strafminuten; +/− = Plus/Minus-Bilanz; PP = erzielte Überzahltore; SH = erzielte Unterzahltore; GW = erzielte Siegtore; 1 Play-downs/Relegation; Kursiv: Statistik nicht vollständig)